# ستيفن كيبروتش
ستيفن كيبروتش (بالإنجليزية: Stephen Kiprotich)‏ مواليد 27 فبراير 1989 في أوغندا، هو عداء أوغندي متخصص في ركض المسافات الطويلة. أفضل رقم شخصي له هو 2:06:33 في الماراثون. مثل بلاده في الأولمبياد وحصل على الميدالية الذهبية.

## الميداليات
| الميدالية | المسابقة                       |
| --------- | ------------------------------ |
| ذهبية     | الألعاب الأولمبية الصيفية 2012 |
| ذهبية     | بطولة العالم لألعاب القوى 2013 |

## روابط خارجية
- ستيفن كيبروتش على موقع الاتحاد الدولي لألعاب القوى (الإنجليزية)
- ستيفن كيبروتش على موقع اللجنة الأولمبية الدولية (الإنجليزية)
- ستيفن كيبروتش على موقع أوليمبيديا (الإنجليزية)